# Stuck on Replay
Stuck on Replay je skladba německé skupiny Scooter z alba Under the Radar Over the Top z roku 2009. Jako singl vyšla píseň až v roce 2010. Tento Singl byl zároveň hymnou Mistrovství světa v ledním hokeji v roce 2010. Skladba Ti Sento byla oslavnou písní při vstřelení gólu. Skladba Metropolis byla písní zahajovacího ceremoniálu mistrovství. HPV byl nazpíván Rickem J. Jordanem.

## Seznam skladeb
1. Stuck On Replay (Radio Edit) - (3:07)
2. Stuck On Replay (The Club Mix) - (3:24)
3. Stuck On Replay (Extended Version) - (3:47)
4. P.U.C.K. - (3:55)
5. Ti Sento - (3:54)
6. Metropolis - (4:08)